# Aplastodiscus perviridis
Aplastodiscus perviridis är en groddjursart som beskrevs av Lutz in Lutz 1950. Aplastodiscus perviridis ingår i släktet Aplastodiscus och familjen lövgrodor. IUCN kategoriserar arten globalt som livskraftig. Inga underarter finns listade i Catalogue of Life.

## Bildgalleri

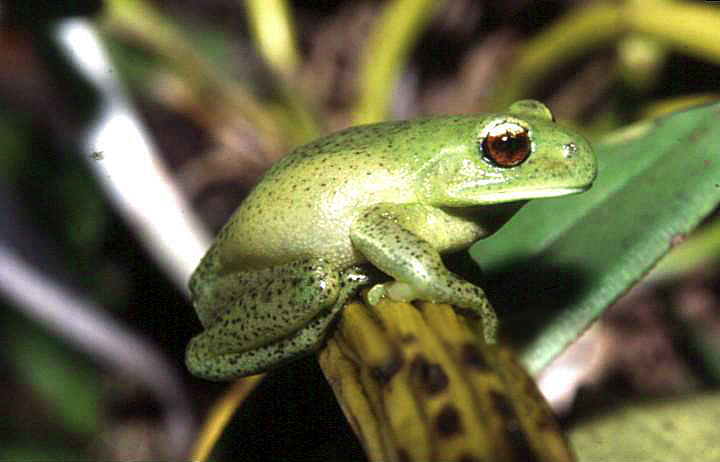